# Wołga

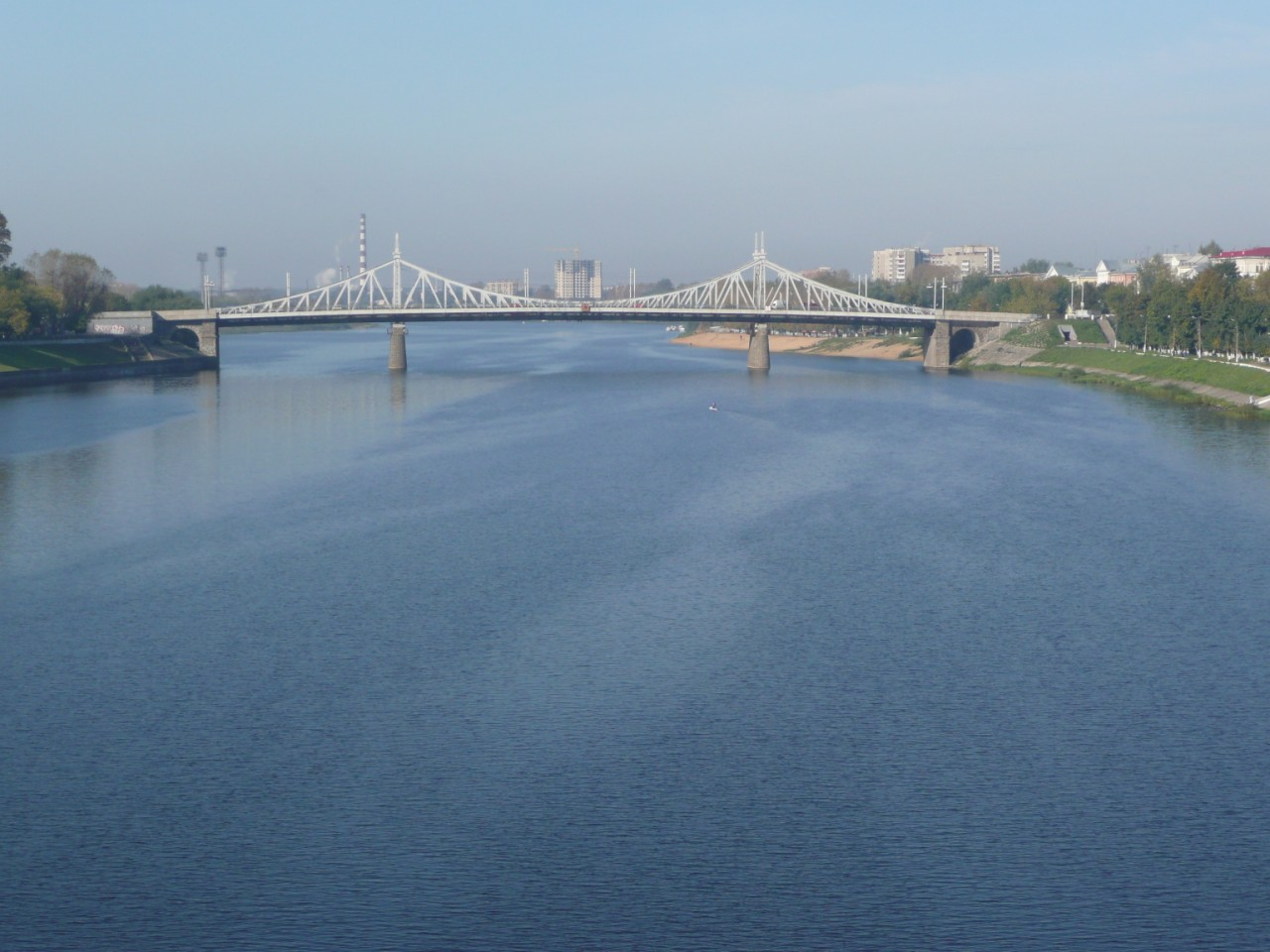
Rzeka Wołga w Twerze

Wołga (ros. Волга, mar. Jul, tat. Idel, łac. Rha) – rzeka w Rosji przeduralskiej. Długość – 3531 km, powierzchnia zlewni – 1380 tys. km², średni roczny przepływ u ujścia 8060 m³/s (254,35 km³ rocznie). Największa i najdłuższa rzeka Europy i Rosji przeduralskiej, największa i najdłuższa na świecie rzeka uchodząca do jeziora. Płynie wyłącznie przez Rosję, tylko skrajne wschodnie ramię delty – Kigacz wyznacza granicę z Kazachstanem. W wyniku prowadzonej w czasach radzieckich budowy licznych zbiorników retencyjnych i regulacji koryta bieg Wołgi został skrócony o ponad 160 km.

## Bieg Wołgi
Geografia rosyjska dzieli Wołgę na trzy odcinki: górny – do ujścia Oki, średni – do ujścia Kamy i dolny.
Źródła Wołgi znajdują się na wysokości 229 m n.p.m. koło wsi Wołgowierchowje na wzgórzach Wałdaj, skąd rzeka płynie na wschód. Jeszcze w obrębie Wałdaju Wołga przecina szereg małych jezior, z których największe to Stierż, Wsieług, Pieno i Wołgo. Poniżej tego ostatniego przepływ wód Wołgi reguluje pierwsza zapora, zbudowana już w 1843 r. Wśród morenowych wzgórz Wałdaju Wołga płynie głęboko wciętą doliną.
Z Wałdaju Wołga wypływa na Nizinę Środkoworosyjską, gdzie przecina miasta Jarosław, Niżny Nowogród i Kazań. Wąską i głęboko wciętą doliną Wołga płynie na wschód przez wyżyny Uglicko-Daniłowską i Galicko-Czuchłomską, a dalej przez niziny Unżeńską i Bałachnińską. W okolicy Kazania skręca na południe i poniżej Kazania przyjmuje swój największy dopływ – Kamę (1805 km).
Na odcinku od Niżnego Nowogrodu do Wołgogradu dolina Wołgi dzieli wielkie jednostki geograficzne – Wyżynę Nadwołżańską na zachodzie od Wyżyny Bugulmijsko-Belebejskiej i Niziny Nadkaspijskiej na wschodzie. Wyżyna Nadwołżańska jest znacznie wyżej wyniesiona, wskutek czego dolina środkowej Wołgi charakteryzuje się znaczną asymetrią brzegów: prawy (zachodni) brzeg jest wysoki, lewy – niski. Na wysokości Samary rzeka tworzy charakterystyczne duże zakole wokół odosobnionego wzniesienia Gór Żygulewskich.
Poniżej Wołgogradu Wołga skręca na południowy wschód i wypływa na Nizinę Nadkaspijską. 21 km powyżej Wołgogradu oddziela się od Wołgi jej odnoga – rzeka Achtuba, która płynie równolegle przez około 520 km, łącząc się z głównym nurtem licznymi odnogami i kanałami, w końcu uchodzi do jednego z ramion delty wołżańskiej. Szerokość wspólnych rozlewisk Wołgi i Achtuby sięga 40 km.
Wołga uchodzi do Morza Kaspijskiego w postaci największej w Europie delty o powierzchni około 13 tys. km² i o ponad 80 ramionach. Pomimo szeregu zapór wodnych na toku Wołgi ogromne i tak ilości osadów niesionych przez rzekę sprawiają, że delta zwiększa systematycznie swoją powierzchnię: ok. 1960 r. szacowano, że co roku wydłuża się ona o ok. 180 m. Delta jest obszarem o niezwykle bogatej florze i faunie (m.in. występuje tu ok. 70 gatunków ryb i 500 gatunków roślin).

## Zlewnia Wołgi
Zlewnia Wołgi zajmuje około 1/3 powierzchni europejskiej części Rosji i obejmuje tereny należące do stref: leśnej (od źródła do wysokości Kazania), leśno-stepowej (od Kazania do Saratowa), stepowej (od Saratowa do Wołgogradu) i półpustynnej (od Wołgogradu do ujścia). System rzeczny Wołgi liczy ponad 151 tys. cieków o łącznej długości 574 tys. km. Wołga przyjmuje około 200 dopływów I stopnia. Lewe dopływy są liczniejsze i większe. Poniżej Kamyszyna nie ma już większych dopływów.
Największe dopływy Wołgi:
- prawe – Wazuza (162 km), Szosza (163 km), Dubna (167 km), Nierl (112 km), Kotorosl (132 km), Oka (1499 km), Sura (841 km), Cywil (170 km), Swijaga (375 km), Syzrań (168 km), Tierioszka (213 km), Czardym (97 km);
- lewe – T´ma (142 km), Twerca, Miedwiedica, Kaszynka, Korożeczna, Sit´, Mołoga, Suda, Szeksna, Sogoża, Uchra, Kostroma, Niomda, Unża, Uzoła, Kierżeniec, Wietługa, Rutka, Wielka Kokszaga, Mała Kokszaga, Ilet´, Kazanka, Miosza, Kama, Szeszma, Wielki Czeremszan, Sok, Samara, Czapajewka, Czagra, Mały Irgiz, Wielki Irgiz, Wielki Karaman, Jerusłan (278 km), Torgun (145 km).

Okres trwania pokrywy lodowej wynosi 170–180 dni w górnym biegu do 120 dni w dolnym.
Wołga jest czasem nazywana „rzeką pięciu mórz” ze względu na to, że posiada połączenia kanałowe z czterema morzami: Bałtykiem, Białym, Czarnym, Azowskim, ponadto wpada rozległą deltą do Morza Kaspijskiego.

## Wykorzystanie gospodarcze
Już od wczesnego średniowiecza był to ważny szlak komunikacyjny i handlowy między północą a południowym wschodem. Przekazy arabskie podają listy towarów, jakie szlakiem wołżańskim eksportowane były na Wschód. Były to futra i skóry, miecze i strzały, kora białej topoli i brzozy, zęby rybie, ambra, miód, wosk, świece, sokoły, barany, krowy itd., jak podaje al-Gharnati w poł. XII w. Z miasta Bulgar wznoszącego się na wzgórzu, obok którego przepływała rzeka Mielenka wpadająca do Wołgi, królowie as-Saqaliba, pod tą nazwą występują w źródłach arabskich Bułgarzy kamscy, pobierali dziesięcinę składaną przez Słowian.
Wiódł tędy główny szlak niewolniczy Nahr-as-Saqaliba (rzeki Słowian) prowadzący nad Bahr al-Hazar Morze Kaspijskie opisany przez Abd al-Hamid al-Katiba.
Wołga stanowi najważniejszą śródlądową arterię wodną Rosji, żeglowna jest na długości ponad 3400 km, od Rżewa do ujścia. W systemie rzecznym Wołgi 41 tys. km rzek jest spławnych, a ponad 17 tys. km – żeglownych.
W górnym biegu Wołga ma połączenie z Morzem Bałtyckim poprzez Kanał Wołżańsko-Bałtycki i z Morzem Białym poprzez Kanał Białomorsko-Bałtycki. W dolnym biegu ma połączenie z morzami Azowskim i Czarnym poprzez Kanał Wołga-Don. Bezpośrednie połączenie kanałowe z Wołgą posiada także Moskwa – Kanał imienia Moskwy. Przewozy obejmują głównie: drewno, ropę naftową, materiały budowlane, zboże i sól.
Energetyczne zasoby Wołgi zostały w dużym stopniu wykorzystane przez tzw. Wołżansko-Kamską Kaskadę Hydroenergetyczną – łańcuch zapór i elektrowni wodnych na całej długości rzeki. Dla celów energetycznych oraz żeglugowych wybudowano na Wołdze szereg ogromnych sztucznych zbiorników: Iwankowski („Moskiewskie Morze”, 327 km² powierzchni), Uglicki (249 km²), Rybiński (4580 km²), Gorkowski (1570 km²), Kujbyszewski (6450 km²), Saratowski i Wołgogradzki (3165 km²). Dzięki temu zmniejszyły się wahania poziomu wody w rzece, dawniej przewyższające 10 m, a u ujścia Kamy nawet 17 m.
Największe miasta nad Wołgą to Twer, Czerepowiec, Rybińsk, Jarosław, Kostroma, Niżny Nowogród, Czeboksary, Kazań, Uljanowsk, Togliatti, Samara, Saratów, Wołgograd, Astrachań.